# 澤本尚志
澤本 尚志（さわもと たかし、1957年〈昭和32年〉 - ）は、日本の経営者。

## 略歴
- 1979年4月：日本国有鉄道入社[1]。
- 1987年4月：東日本旅客鉄道入社[1]。
- 2004年4月：東日本旅客鉄道鉄道事業本部担当部長[1]。
- 2007年7月：東日本旅客鉄道鉄道事業本部電気ネットワーク部長[1]。
- 2008年6月：東日本旅客鉄道執行役員鉄道事業本部電気ネットワーク部長[1]。
- 2012年6月：東日本旅客鉄道常務取締役鉄道事業本部副本部長[1]。
- 2015年6月：JR東日本ビルテック入社[1]。
- 2017年5月：セントラル警備保障取締役[1]。
- 2017年6月：セントラル警備保障執行役員副社長[1]。
- 2018年5月：セントラル警備保障代表取締役執行役員社長[1]。
- 2024年5月30日：セントラル警備保障取締役会長[2]。